# كاستلفورتي
كاستلفورتي هي مدينة وبلدة تقع في مقاطعة لاتينا ، في منطقة لاتسيو بوسط إيطاليا . وهي بقرب من عند سفح جبل مونتي اورنكي.

## تاريخ
تم تأسيس كاستلفورتي على الأرجح قبل عام 1000 بعد الميلاد. ووفقًا لبعض العلماء ، فإنها تحتل أطلال مدينة فيسكا القديمة في اورونكان ، التي دمرها الرومان في عام 340 قبل الميلاد وتضم البلدية أنقاض حمامات تيرمي فيسينا الكبيرة ، في ما يُعرف حاليا باسم فراتشينو زوي).
وكانت مدينة القرون الوسطى ( وكانت تسمى "القلعة القوية") معقلًا نموذجيًا (وربما تم بناؤه لمواجهة الوجود المسلم في غرليان ) بخط من الجدران والأبراج المستديرة ؛ وتم الدفاع عن زوي المجاورة بواسطة قلعة. وازداد عدد سكان كاستروم فورتي في عام 1320 عندما انتقل الناس من سويو إلى هنا للفرار من الملاريا .
وشكل أشخاص من كاستلفورتي سريتين قاتلت إلى جانب فرا ديافولو في مقاومة القوات الفرنسية النابليونية في 1798 – 99. وقد أدى ذلك إلى محاصرة المدينة واقتحامها في العام الأخير. وفي عام 1807 ، تم تجميع زوي ، التي أصبحت الآن شبه خالية من السكان ، في البلدية.
وخلال معارك كاسينو في الحرب العالمية الثانية ، تعرضت كاستلفورتي ، وهي جزء من خط جوستاف الألماني ، لقصف شديد من قبل قوات الحلفاء (1943 – 44). وتكبدت المدينة مئات الضحايا في هذه الحرب.